# Aulo Manlio Vulsón (cónsul 474 a. C.)
Aulo Manlio Vulsón  fue un político y militar romano del siglo V a. C. perteneciente a la gens Manlia. Formó parte del primer colegio de decenviros.

## Familia
Vulsón fue miembro de los Manlios Vulsones, la rama patricia más antigua conocida de la gens Manlia. Probablemente fue hijo de Cneo Manlio Cincinato.

## Carrera pública
Ocupó el consulado en el año 474 a. C. El Senado le ordenó enfrentarse a los veyentes, pero estos concluyeron una tregua con los romanos entregando un tributo en trigo y dinero. Sin embargo, Dionisio de Halicarnaso dice que Manlio llegó a sitiar Veyes y a imponer un tributo a sus habitantes, por lo que fue merecedor de un triunfo.
En política interior, se opuso con firmeza a una nueva propuesta de ley agraria, por lo que fue perseguido por Cneo Genucio, a la sazón tribuno de la plebe. Sin embargo, no llegó a ser procesado porque la víspera del juicio Genucio fue hallado muerto en su domicilio.
En el año 451 a. C. fue elegido en el primer colegio decenviral.